# Eurypegasus papilio
Eurypegasus papilio is een  straalvinnige vissensoort uit de familie van zeedraken (Pegasidae). De wetenschappelijke naam van de soort is voor het eerst geldig gepubliceerd in 1905 door Gilbert.
De soort staat op de Rode Lijst van de IUCN als Onzeker, beoordelingsjaar 2009.